# Adam Rufer
Adam Rufer (* 3. září 1991 Třinec) je český hokejista. Hraje na postu útočníka. Momentálně (2016) hraje za tým HC Oceláři Třinec.

## Hráčská kariéra
- 2005–2006 HC Oceláři Třinec (E) – dor.
- 2006–2007 HC Oceláři Třinec (E) – dor.
- 2007–2008 HC Oceláři Třinec (E) – dor.
- 2008–2009 HC Oceláři Třinec (E) – jun.
- 2009–2010 HC Oceláři Třinec (E) – jun.
- 2010–2011 HC Oceláři Třinec (E) – jun., VHK Vsetín (2. liga)
- 2011-2012 HC Oceláři Třinec ELH
- 2012-2013 HC Oceláři Třinec ELH
- 2013-2014 HC Oceláři Třinec ELH
- 2014/2015 HC Oceláři Třinec ELH
- 2015/2016 HC Oceláři Třinec ELH, HC Frýdek-Místek (střídavé starty) 2015/2016 (skupina východ)
- 2016/2017 HC Frýdek-Místek (střídavé starty) 1. liga